# Live à Montréal

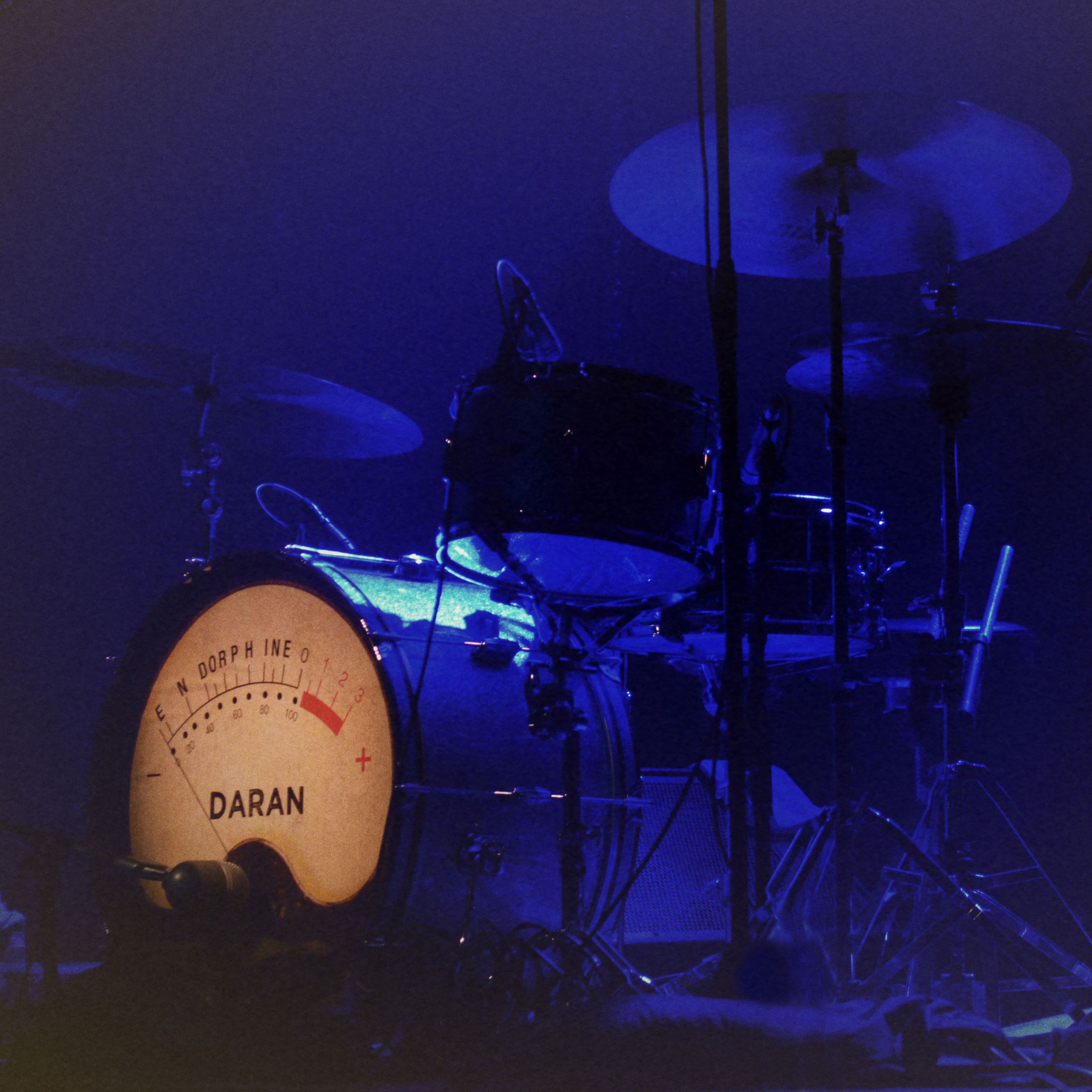
Live à Montréal 2018

Albums de Daran
Endoprhine Grand hôtel apocalypse
Live à Montréal est le premier album live en carrière de Daran, enregistré le 7 novembre 2017 au Club Soda, et paru le 8 juin 2018.

## Titres
| 1.  | Dur à cuire           | 9:07 |
| 2.  | Elle dit              | 6:08 |
| 3.  | Pauvre ça rime à rien | 4:17 |
| 4.  | Halima                | 6:57 |
| 5.  | Tout tout seul        | 5:19 |
| 6.  | Horizon               | 7:40 |
| 7.  | Une plage sans chien  | 4:59 |
| 8.  | Ici                   | 5:06 |
| 9.  | Je repars             | 8:23 |
| 10. | Il y a un animal      | 6:28 |
| 11. | Déménagé              | 3:27 |
| 12. | Trous noirs           | 4:24 |
| 13. | Léger                 | 5:00 |
| 14. | L'exil                | 4:34 |
| 15. | Dormir dehors         | 4:30 |
| 16. | En bas de chez moi    | 8:49 |
| 17. | Une sorte d'eglise    | 5:47 |